# Ivrinezu Mare
Ivrinezu Mare – wieś w Rumunii, w okręgu Konstanca, w gminie Peștera. W 2011 roku liczyła 486 mieszkańców.